# Leo Scheffczyk

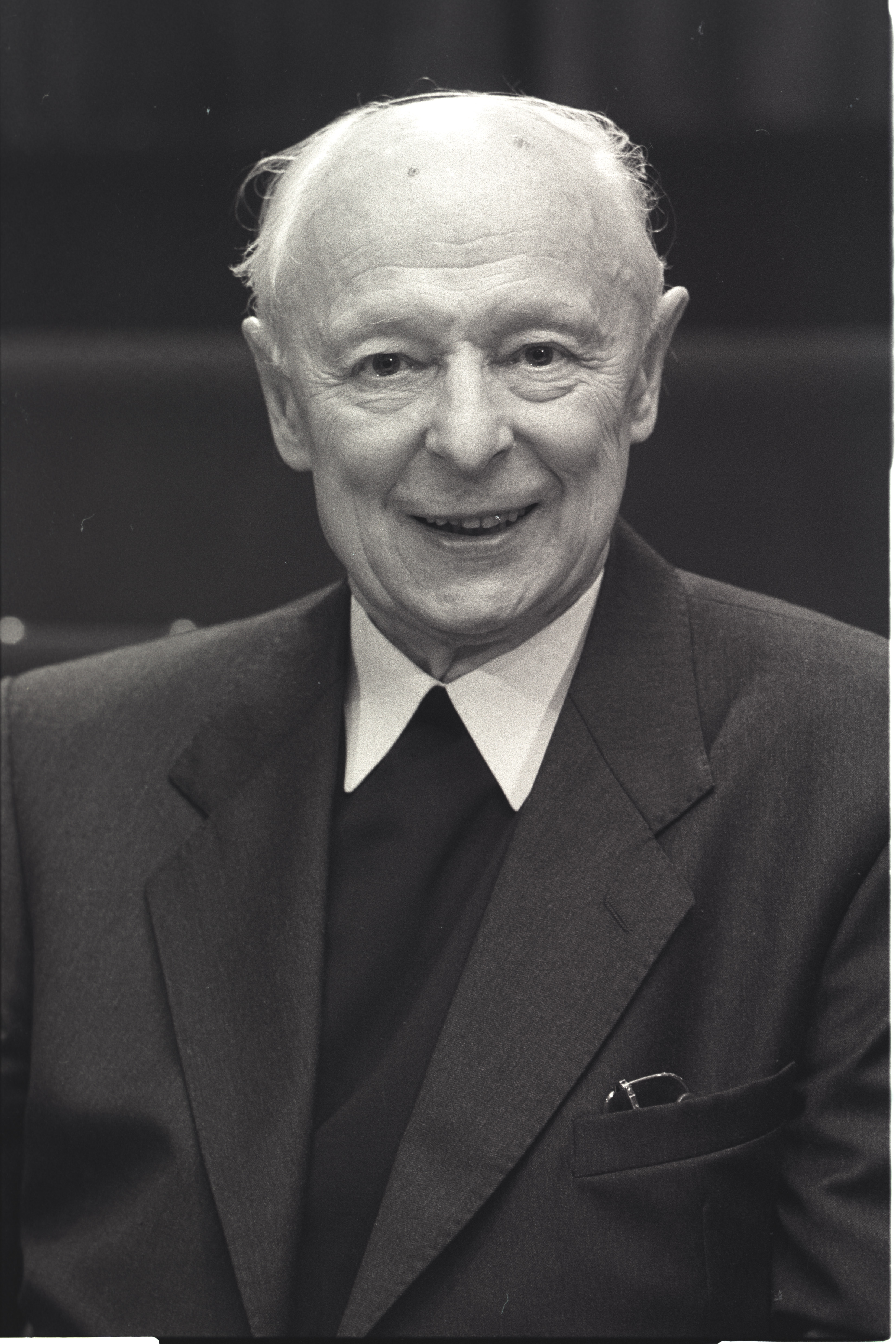
Leo Scheffczyk (1994)

Scheffczyks Kardinalswappen und Wahlspruch

Leo Kardinal Scheffczyk (* 21. Februar 1920 in Beuthen, Oberschlesien; † 8. Dezember 2005 in München) war ein römisch-katholischer deutscher Theologe, Professor für Dogmatik und Kardinal ohne Bischofsweihe.

## Biographie

### Jugend und Studium
Nach seiner Kindheit in Oberschlesien begann Scheffczyk 1938 ein Theologiestudium an der Universität Breslau, wurde aber 1941 zum Militärdienst eingezogen. Bei Kriegsende geriet er 1945 in norwegische Kriegsgefangenschaft. Er schloss sein Studium nach dem Ende des Zweiten Weltkriegs an der Philosophisch-theologischen Hochschule Freising im Jahr 1947 ab.

### Kirchliche Laufbahn
Am 29. Juni 1947 empfing Leo Scheffczyk im Freisinger Dom durch Michael Kardinal von Faulhaber die Priesterweihe für das Erzbistum Breslau und war zunächst von 1947 bis 1948 als Kaplan in Markt Grafing und anschließend 1948 als Pfarrvikar in Traunwalchen tätig. Von 1948 bis 1951 wirkte er als Subregens am Priesterseminar an der Philosophisch-Theologischen Hochschule in Königstein im Taunus.
Aufgrund seiner theologischen Qualifikationen wurde er 1970 zum Berater der Glaubenskommission der Deutschen Bischofskonferenz berufen und nahm diese Aufgabe bis 1985 wahr.
Am 11. September 1978 verlieh ihm Papst Johannes Paul I. den Titel Ehrenprälat Seiner Heiligkeit.
Von 1983 bis 2001 arbeitete er außerdem als Konsultor für den Päpstlichen Rat für die Familie.
Leo Scheffczyk wurde am 21. Februar 2001 von Papst Johannes Paul II. zum Kardinaldiakon mit der neu eingerichteten Titeldiakonie San Francesco Saverio alla Garbatella erhoben, von der er am 27. Mai desselben Jahres Besitz ergriff. Sein Wahlspruch lautete Evangelizare investigabiles divitias Christi („Den unergründlichen Reichtum Christi verkünden“) und ist dem Epheserbrief entnommen (Eph 3,8 ). Da er bereits ein Jahr vor seiner Ernennung zum Kardinal das 80. Lebensjahr vollendet hatte, hatte er bei der Papstwahl im April 2005 kein Stimmrecht. Auch verzichtete Scheffczyk angesichts seines hohen Alters darauf, anlässlich seiner Kardinalskreierung die Bischofsweihe zu empfangen, wie es das Kirchenrecht fordert.

### Akademische Laufbahn
1950 wurde Scheffczyk mit seiner Dissertation zum Thema Friedrich Leopold zu Stolbergs „Geschichte der Religion Jesu Christi.“ Die Abwendung der katholischen Kirchengeschichtsschreibung von der Aufklärung und ihre Neuorientierung im Zeitalter der Romantik promoviert. Danach war von 1952 bis 1959 als Dozent an der PTH Königstein tätig. Nach seiner Habilitation mit einer Arbeit über Das Mariengeheimnis in Frömmigkeit und Lehre der Karolingerzeit an der Ludwig-Maximilians-Universität München bei Michael Schmaus 1957 wirkte er dort außerdem als Privatdozent bis 1959. 1959 wurde er zum Ordinarius im Fach Dogmatik an die Katholisch-Theologische Fakultät der Eberhard Karls Universität Tübingen berufen und nahm 1965 einen Ruf an die Universität München an, an der er bis zu seiner Emeritierung 1985 als Professor für Dogmatik forschte und lehrte. Vor allem auf dem Gebiet der Mariologie galt er als ausgewiesener Experte. Zu seinen Schülern zählten so verschiedene Gestalten wie Günther Storck und Leonardo Boff.
Der Theologe war Autor von über 80 Büchern und ca. 1.200 Veröffentlichungen. Unter seinen vielen wissenschaftlichen Publikationen zählt auch die in konservativen Kreisen sehr geschätzte Katholische Dogmatik (8 Bände), die er gemeinsam mit Anton Ziegenaus erarbeitet hatte. Scheffczyk war 1966 bis 1984 Herausgeber der Münchener Theologischen Zeitschrift. Später arbeitete er in der vom späteren Papst Benedikt XVI. mitbegründeten Gustav-Siewerth-Akademie mit.
1994 wurde Leo Scheffczyk mit der Ehrendoktorwürde für Theologie der Universität von Navarra in Pamplona ausgezeichnet.

### Tod
Leo Scheffczyk starb am 8. Dezember 2005 in München und wurde am 15. Dezember 2005 auf dem Friedhof der Geistlichen Familie „Das Werk“ im Kloster Thalbach, Bregenz, beigesetzt. Das Requiem hielt der damalige Erzbischof von Köln, Joachim Kardinal Meisner (1933–2017).

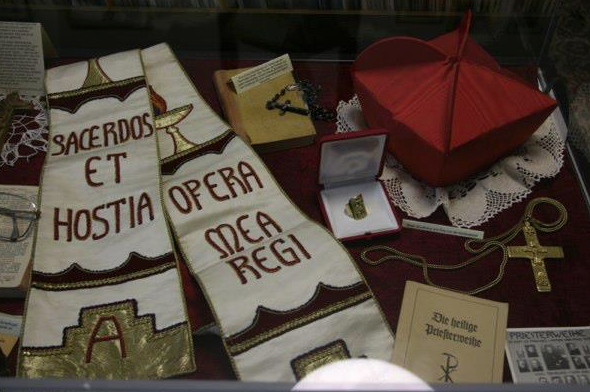
Primizstola, Rosenkranz und Birett des Kardinals

## Mitgliedschaften
- seit 1972: Institut der Görres-Gesellschaft für Interdisziplinäre Forschung
- seit 1973: Pontificia Academia Mariana Internationalis (Päpstliche Marianische Akademie)
- seit 1977: Pontificia Academia Theologica Internationalis (Päpstliche Theologische Akademie)
- seit 1977: Ehrenmitglied der K.D.St.V. Greiffenstein (Breslau) Frankfurt im CV
- seit 1980: Bayerische Akademie der Wissenschaften

## Veröffentlichungen (Auswahl)
- Katholische Glaubenswelt. Wahrheit und Gestalt. Pattloch, Aschaffenburg 1977, ISBN 3-557-91148-9.
- Maria. Mutter und Gefährtin Christi. Sankt Ulrich Verlag, Augsburg 2003, ISBN 3-929246-91-0.
- Johannes Nebel FSO (Hrsg.): Kern-Worte des Glaubens. Kardinal Leo Scheffczyk in 500 Anregungen. Fe-Medienverlag, Kißlegg 2021, ISBN 978-3-86357-309-6.